# Baza Orcadas

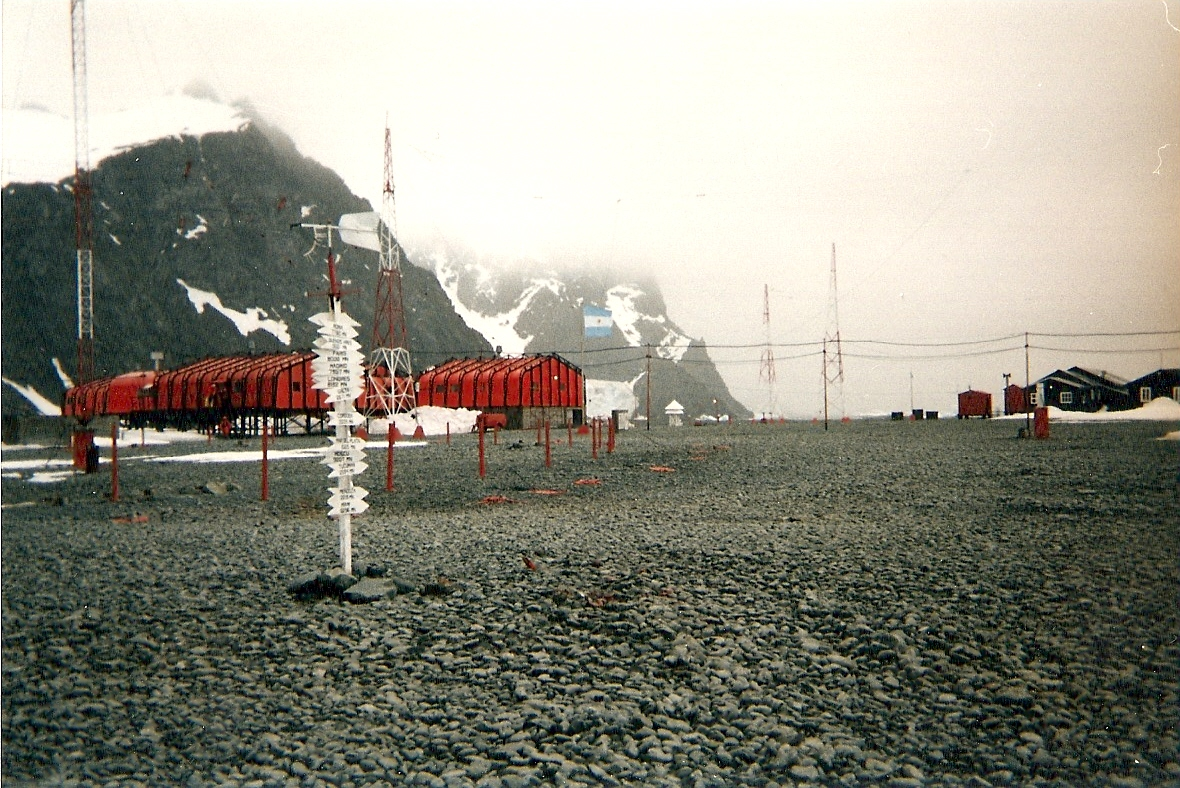
Fotografie a stației în 1996.

Baza Orcadas este o stație științifică argentiniană din Antarctica, cea mai veche dintre stațiile din Antarctica aflată încă în funcțiune. Este situată pe Insula Laurie, una din Insulele Orkney de Sud (spaniolă Islas Orcadas del Sur), la 4 metri deasupra nivelului mării și 170 de metri depărtare de linia de coastă. Din 1904 Argentina a păstrat baza locuită în mod permanent, fiind una dintre cele șase baze permanente argentiniene în partea argentiniană a Antarcticii și prima bază locuită permanent în Antarctica.
Portul cel mai apropiat este orașul argentinian Ushuaia, la 1.502 kilometri distanță. Baza are 11 clădiri și patru subiecte principale de cercetare: glaciologie continentală, seismologie, gheața marină din zona glaciologică (din 1985), precum și observațiile meteorologice (din 1903).
Orcadas a fost singurul post pe insule timp de 40 de ani, până când britanicii au stabilit o mică bază de vară, o stațiune de cercetare pe insula Signy. Orcadas a avut, de asemenea, primul radiotelegraf de pe continent în 1927. Cele 11 clădiri ale stației adăpostesc până la 45 de persoane în timpul verii și în medie 14 persoane în timpul iernii.

## Istoric
Fondată de expediția antarctică națională scoțiană în 1903 și transferată la controlul Argentinei în 1904. La stație, de la înființarea sa, cineva este permanent localizat, aceasta fiind prima bază care este locuită în mod constant; este una dintre cele șase posturi permanente din Argentina din partea Antarcticii la care se pretinde drepturi.
La 30 martie 1927, ofițerul naval subordonat Emilio Baldoni a stabilit o conexiune radio-telegrafică cu Ushuaia. Până în acest moment, baza Orcadas a rămas izolată de restul lumii timp de aproximativ un an, între vizitele anuale la vasul de aprovizionare. Postul radio (cod LRT în Argentina), permis pentru canalul de comunicare permanent.
Orkadas a fost singura stație de pe insule cu 40 de ani înainte ca britanicii să înființeze baza de vară mică a Cape Geddes pe insula Lori în 1946, înlocuită de stația de cercetare Signy de pe insula Signy în 1947. Primul telegraf din Antarctica în 1927 a apărut, de asemenea, la stația Orkadas. Stația are până la 45 de persoane în vară și aproximativ 14 în timpul iernii.

## Climă
| Date climatice pentru Orcadas Base (1981−2010 normals, extremes 1903−present)                                                              | Date climatice pentru Orcadas Base (1981−2010 normals, extremes 1903−present) | Date climatice pentru Orcadas Base (1981−2010 normals, extremes 1903−present) | Date climatice pentru Orcadas Base (1981−2010 normals, extremes 1903−present) | Date climatice pentru Orcadas Base (1981−2010 normals, extremes 1903−present) | Date climatice pentru Orcadas Base (1981−2010 normals, extremes 1903−present) | Date climatice pentru Orcadas Base (1981−2010 normals, extremes 1903−present) | Date climatice pentru Orcadas Base (1981−2010 normals, extremes 1903−present) | Date climatice pentru Orcadas Base (1981−2010 normals, extremes 1903−present) | Date climatice pentru Orcadas Base (1981−2010 normals, extremes 1903−present) | Date climatice pentru Orcadas Base (1981−2010 normals, extremes 1903−present) | Date climatice pentru Orcadas Base (1981−2010 normals, extremes 1903−present) | Date climatice pentru Orcadas Base (1981−2010 normals, extremes 1903−present) | Date climatice pentru Orcadas Base (1981−2010 normals, extremes 1903−present) |
| Luna | Ian                                                                           | Feb                                                                           | Mar                                                                           | Apr                                                                           | Mai                                                                           | Iun                                                                           | Iul                                                                           | Aug                                                                           | Sep                                                                           | Oct                                                                           | Nov                                                                           | Dec                                                                           | Anual                                                                         |
| --- | ----------------------------------------------------------------------------- | ----------------------------------------------------------------------------- | ----------------------------------------------------------------------------- | ----------------------------------------------------------------------------- | ----------------------------------------------------------------------------- | ----------------------------------------------------------------------------- | ----------------------------------------------------------------------------- | ----------------------------------------------------------------------------- | ----------------------------------------------------------------------------- | ----------------------------------------------------------------------------- | ----------------------------------------------------------------------------- | ----------------------------------------------------------------------------- | ----------------------------------------------------------------------------- |
| Maxima medie °C (°F) | 3.4 (38,1)                                                                    | 3.4 (38,1)                                                                    | 2.3 (36,1)                                                                    | 0.4 (32,7)                                                                    | −1.8 (28,8)                                                                   | −4.4 (24,1)                                                                   | −5.3 (22,5)                                                                   | −4 (24,8)                                                                     | −1.9 (28,6)                                                                   | 0.4 (32,7)                                                                    | 2.3 (36,1)                                                                    | 3.0 (37,4)                                                                    | −0,2 (31,6)                                                                   |
| Media zilnică °C (°F) | 1.4 (34,5)                                                                    | 1.4 (34,5)                                                                    | 0.4 (32,7)                                                                    | −1.8 (28,8)                                                                   | −4.6 (23,7)                                                                   | −7.9 (17,8)                                                                   | −9.3 (15,3)                                                                   | −7.8 (18)                                                                     | −5.4 (22,3)                                                                   | −2.8 (27)                                                                     | −0.7 (30,7)                                                                   | 0.6 (33,1)                                                                    | −3 (26,6)                                                                     |
| Minima medie °C (°F) | −0.5 (31,1)                                                                   | −0.3 (31,5)                                                                   | −1.5 (29,3)                                                                   | −4.1 (24,6)                                                                   | −7.5 (18,5)                                                                   | −11.7 (10,9)                                                                  | −13.9 (7)                                                                     | −12 (10,4)                                                                    | −9.3 (15,3)                                                                   | −5.9 (21,4)                                                                   | −3.2 (26,2)                                                                   | −1.4 (29,5)                                                                   | −5,9 (21,4)                                                                   |
| Minima istorică °C (°F) | −7.7 (18,1)                                                                   | −7.9 (17,8)                                                                   | −14.4 (6,1)                                                                   | −24 (−11.2)                                                                   | −30.2 (−22.4)                                                                 | −39.8 (−39.6)                                                                 | −36 (−32.8)                                                                   | −44 (−47.2)                                                                   | −30.8 (−23.4)                                                                 | −27.6 (−17.7)                                                                 | −16.7 (1,9)                                                                   | −8.7 (16,3)                                                                   | −44 (−47,2)                                                                   |
| Precipitații mm (inches) | 43.9 (1.728)                                                                  | 73.5 (2.894)                                                                  | 73.0 (2.874)                                                                  | 73.4 (2.89)                                                                   | 62.6 (2.465)                                                                  | 52.1 (2.051)                                                                  | 44.8 (1.764)                                                                  | 51.6 (2.031)                                                                  | 48.0 (1.89)                                                                   | 48.2 (1.898)                                                                  | 44.7 (1.76)                                                                   | 46.4 (1.827)                                                                  | 662,2 (26,071)                                                                |
| Umiditate [%] | 85                                                                            | 86                                                                            | 86                                                                            | 86                                                                            | 85                                                                            | 85                                                                            | 83                                                                            | 84                                                                            | 84                                                                            | 86                                                                            | 86                                                                            | 86                                                                            | 86                                                                            |
| Nr. de zile cu precipitații (≥ 0.1 mm) | 18                                                                            | 20                                                                            | 21                                                                            | 20                                                                            | 20                                                                            | 18                                                                            | 17                                                                            | 18                                                                            | 19                                                                            | 20                                                                            | 19                                                                            | 18                                                                            | 228                                                                           |
| Nr. mediu de zile cu ninsoare | 20.0                                                                          | 17.7                                                                          | 19.9                                                                          | 23.1                                                                          | 22.9                                                                          | 22.2                                                                          | 22.7                                                                          | 22.7                                                                          | 23.3                                                                          | 24.3                                                                          | 23.0                                                                          | 20.6                                                                          | 262,4                                                                         |
| Ore însorite | 47.6                                                                          | 38.3                                                                          | 34.0                                                                          | 25.2                                                                          | 16.9                                                                          | 9.7                                                                           | 18.3                                                                          | 44.1                                                                          | 65.8                                                                          | 69.1                                                                          | 54.8                                                                          | 62.7                                                                          | 483,0                                                                         |
| Sursa nr. 1: Servicio Meteorológico Nacional (temperature 1981–2010, precipitation days 1961–1990, snowy days/humidity/sunshine 1903–1950) |                                                                               |                                                                               |                                                                               |                                                                               |                                                                               |                                                                               |                                                                               |                                                                               |                                                                               |                                                                               |                                                                               |                                                                               |                                                                               |
| Sursa nr. 2: NOAA (precipitation 1961–1990), Meteo Climat (record highs and lows)                                                          |                                                                               |                                                                               |                                                                               |                                                                               |                                                                               |                                                                               |                                                                               |                                                                               |                                                                               |                                                                               |                                                                               |                                                                               |                                                                               |

În cadrul sistemului de  clasificare climatică Köppen, stația este situată sub un climat de tundră, foarte aproape de  climatul polar. Baza este influențată de Curentul Antarctic de Vest, care vine din Marea Weddell și  format de vânturile puternice ale vestului, creând o climă mai rece decât în zonele de coastă din partea nord-vestică a  Peninsulei Antarctice. Condițiile meteorologice pot varia foarte mult de la an la an și de la zi la zi. 
Temperaturile medii lunare variază între -9,4 ° C (15,1 ° F) în iunie și 1,0 ° C (33,8 ° F) în februarie. În timpul verii, creșterea temperaturii medii este de 2,7 ° C (36,9 ° F), în timp ce scăderea temperaturii medii este de -1,1 ° C (30,0 ° F). În timpul iernii, creșterea temperaturii medii ajunge la  -4,9 ° C (23,2 ° F), în timp ce scăderea temperaturii medii este de -13,0 ° C (8,6 ° F). Temperaturile se ridică ocazional în perioada înghețurilor în timpul iernii. Când sistemele de joasă presiune trec spre sud de bază, ele pot conduce la temperaturi excepțional de ușoare, cea mai mare temperatură înregistrată fiind în 1987 de 15,2 ° C (59,4 ° F). Cu toate acestea, atunci când se întâmplă acest lucru, vremea este furtunoasă și tulbure, cu vizibilitate redusă. În schimb, atunci când sistemele de joasă presiune trec spre nord, rezultă condiții reci și uscate cu o bună vizibilitate, determinând scăderea temperaturii la -44,0 ° C (-47,2 ° F).
Ceață este o apariție frecventă în bază, cu o durată medie de 110 zile. Acest lucru poate varia de la an la an, 1987 ceața a durat 252 de zile în comparație cu 30 de zile de ceață în 1963. Baza este localizată pe calea sistemelor de joasă presiune pe tot parcursul anului, astfel se confruntă cu o acoperire cu nori mari, în special în timpul verii. Lunile decembrie și ianuarie sunt cele mai tulburate, în medie 29 de zile umbrite de nori în fiecare lună.